# Mikroregion Hudlicko
Mikroregion Hudlicko je dobrovolný svazek obcí podle zákona v okresu Beroun, jeho sídlem je Hudlice a jeho cílem je celkový rozvoj mikroregionu, ÚP, infrastruktury, životního prostředí a cestovního ruchu. Sdružuje celkem 12 obcí a byl založen v roce 2001.

## Obce sdružené v mikroregionu
- Hudlice
- Nový Jáchymov
- Otročiněves
- Svatá
- Broumy
- Hředle
- Hýskov
- Kublov
- Nižbor
- Železná
- Trubín
- Trubská